# 堤川车辆基地
37°07′57″N 128°11′27″E / 37.1325821°N 128.1909481°E
堤川车辆基地（：／ Jecheon Charyang Saeopso */?）是韩国铁道公社位于忠清北道堤川市水色洞的一个车辆段，在中央线堤川操车场附近，连接堤川站和凤阳站。这个车辆段主要用于行走于中央线、太白线、忠北线的200000系和无穷花号列车及部分铁路货车的修理维护和停放。